# Старокошелево
Старокошелево — деревня в Луховицком районе Московской области в Газопроводском сельском поселении. До 2004 года деревня относилась к более мелкому административному образованию внутри Луховицкого района — Кончаковскому сельскому округу.
По данным 2006 года в деревне проживает 38 человек. Сама деревня располагается на левом притоке реки Мечи. В 2 км от Старокошелево также находится пруд, расположенный ещё на одном левом притоке Мечи.
Через Старокошелево проходит Новорязанское шоссе. Ближайшие населённые пункты к деревне — Новокошелево, Гавриловское и Врачово, расположенные на расстоянии 2 км от Старокошелево.

## Расположение
- Расстояние от административного центра поселения — посёлка Газопроводск
  - 4 км на северо-запад от центра посёлка
  - 4 км по дороге от границы посёлка
- Расстояние от административного центра района — города Луховицы
  - 15 км на юго-восток от центра города
  - 11 км по дороге от границы города

## Транспорт
Деревня расположена на расстоянии порядка 110—130 км от МКАД на Новорязанском шоссе. Через деревню проходит несколько автобусных маршрутов, которые связывают Старокошелево с райцентром городом Луховицы.
Также проходит автобус Коломна — Рязань.

## Проблемы
Планируется строительство автодороги, которая будет проходить через Старокошелево. Сама деревня попадёт в зону отчуждения при строительстве автодороги,.